# Abraham Gottlob Werner
Abraham Gottlob Werner (n. 25 septembrie 1749 – d. 30 iunie 1817) a fost un geolog german care a enunțat o teorie despre stratificarea scoarței terestre și a avansat o variantă a istoriei Pământului care, mai târziu, a fost denumită Neptunism.